# Valentine - Appuntamento con la morte
Valentine - Appuntamento con la morte (Valentine) è un film del 2001, diretto da Jamie Blanks e interpretato da Denise Richards. La sceneggiatura, scritta da Donna Powers e Aaron Harberts, è liberamente ispirata dal romanzo di Tom Savage Valentine.

## Trama
Scuola media Robert F. Kennedy, 16 febbraio 1988. Durante la festa scolastica di San Valentino, Jeremy Melton, studente modello, chiede a cinque ragazze di ballare con lui, ma solamente una accetta, Dorothy Wheeler. I due si nascondono dietro delle scalinate iniziando a baciarsi ma vengono scoperti da dei bulli (poi adulti uccisi) che perseguitano Jeremy e quando uno dei ragazzini chiede spiegazioni a Dorothy, in preda alla vergogna lei afferma di essere stata forzata a baciarlo. Jeremy quindi viene sottoposto ad un gavettone di punch, poi spogliato e umiliato dai bulli davanti a tutti i presenti.
Tredici anni dopo, qualche giorno prima della festa di San Valentino, Shelley Fisher è a cena con un suo corteggiatore, Jason Marquette. Finita la cena, il ragazzo si offre di accompagnarla a casa; lei rifiuta la proposta perché impegnata negli studi e corre all'obitorio, per completare autopsie sulle quali darà gli esami.
Alcuni istanti dopo l'entrata nell'obitorio trova una lettera di San Valentino indirizzata a lei; inizialmente sorpresa, aprendola scopre macabri messaggi, poi sente strani rumori, finché un uomo con addosso una maschera da Cupido Cherubino esce da un nascondiglio. Shelley durante la fuga entra in una stanza, dove si mette dentro una barella coprendosi con un telo. L'uomo la trova e le taglia la gola con un coltello; dopo l'omicidio inizia a sanguinargli il naso, caratteristica già notata su Jeremy al ballo e che accadrà ogni volta che l'assassino compie un omicidio.
Paige, Lily, Kate e Dorothy, le quattro migliori amiche di Shelley, si riuniscono al suo funerale dove incontrano il detective incaricato di seguire le indagini, Leon Vaughn. Lo stesso giorno, Lily e Paige tornano al loro appartamento per riposarsi, mentre Kate incontra Adam Carr, il suo ex fidanzato. Improvvisamente qualcuno suona alla porta di Lily, lei apre ma trova solo un pacco di cioccolatini sullo zerbino, firmato J.M. Lo porta dentro ma iniziando a mangiare i dolci scoprono con disgusto che sono ripieni di vermi. Lily e Page cominciano a studiare le iniziali valutando i possibili colpevoli, tra i quali includono Jeremy Melton, che però viene scartato perché giudicato da Paige troppo imbranato per un diabolico piano di vendetta.
Ad una mostra d'arte organizzata dal ragazzo di Lily, Dorothy porta il suo nuovo ragazzo, Campbell Morris, presentandolo alla compagnia. Quest'ultimo inizia una discussione con una sua vecchia conoscenza, Ruthie Walker, che lo accusa di volere solo i soldi di Dorothy. Durante un giro nel labirinto di vetro, Lily e Max iniziano a baciarsi quando arriva un'altra ragazza chiamata da quest'ultimo per unirsi alla coppia; Lily non gradisce la cosa e i due litigano pesantemente. Lily si allontana innervosita, ma nascosto tra i giochi di luce l'assassino le tende un agguato, uccidendola a colpi di frecce.
Il detective Vaughn comincia le indagini sul piano giudiziale, inserendo nella lista degli indiziati il ragazzo di Dorothy, Campbell. Le ragazze sono sempre più convinte della colpevolezza di Jeremy, ma Vaughn trova solo informazioni su alcuni fatti accaduti dopo il ballo, oltre ad una foto dell'annuario scolastico; Dorothy intanto svela a Paige e Kate la verità sui fatti riguardanti lei e Jeremy all'ultimo ballo scolastico. Si scopre così che Jeremy ha trascorso del tempo in riformatorio a causa della falsa accusa di Dorothy, e che più tardi fu ricoverato in un ospedale psichiatrico.
Arriva il giorno di San Valentino. Campbell scende nel seminterrato per controllare la caldaia e accende la fiamma della caldaia con un fiammifero, ma mentre richiude il vano della fiamma il serial killer lo uccide a colpi d'ascia.
Quella sera, Dorothy è preoccupata dall'assenza di Campbell alla sua festa. Ruthie, molto amica di Campbell, si offre di cercarlo, e durante la ricerca nei corridoi e nelle stanze appare Cupido, che la getta contro la vetrata di una doccia e le trafigge la gola con una scheggia di vetro.
Nel contempo Kate ha una breve discussione con Adam, trovato ancora una volta a ubriacarsi, mentre Paige sta attendendo l'arrivo di Brian, ma quando egli arriva e ci prova subito, lei lo porta in una stanza e legandolo al letto, gli getta della cera sul pene. Paige scende poi nella vasca idromassaggio, dove qualcuno dietro di lei le porge una rosa e una bottiglia di champagne; non appena si volta l'assassino la spinge in acqua, chiude il coperchio in vetro dell'idromassaggio e aziona un trapano elettrico con il quale inizia a fare dei buchi sul vetro. Dopo alcuni tentativi riesce a trapassarle la spalla col trapano, e rimosso il coperchio dall'idromassaggio getta il trapano ancora acceso nell'acqua, fulminando Paige. Questo fa scattare il salvavita e la villa resta senza elettricità, così quasi tutti gli invitati se ne vanno.
Qualche minuto dopo Kate trova la testa mozzata dell'investigatore Vaughn e cerca di scappare da Adam, che da ubriaco è diventato abbastanza inquietante da attirare su di sé i sospetti di Kate, la quale fugge e recupera una pistola per difendersi. L'assassino torna in scena, e durante l'inseguimento viene ucciso a colpi di pistola da Adam, il quale rimuove la maschera al cadavere rivelando il volto di Dorothy. 
Kate e Adam si riconciliano, ma quando Kate si addormenta sul petto di Adam, il naso di quest'ultimo comincia a sanguinare. Il finale, non esplicitato, ci porta a presumere che quest'ultimo non solo sia Jeremy Melton ma anche il vero assassino, che, oltre ad aver ucciso le altre amiche ispirandosi alle rispostacce che gli hanno rivolto ai tempi della festa scolastica, ha mascherato e vestito Dorothy con uno stratagemma per incastrarla così come lei aveva fatto con lui. Al contrario, ha risparmiato Kate, che è stata l'unica a declinare il suo invito con cortesia.

## Curiosità
Il regista ha confermato che Joe Tulga e gli altri tre bulli del suo liceo sono morti per circostanze sconosciute. Pertanto, Jeremy li ha uccisi prima di prendere di mira Shelley, Lily, Paige e Dorothy.

## Produzione
Il film fu inizialmente sotto la direzione della Artisan Entertainment e sotto la supervisione alla produzione di Dylan Sellers.
Quando il film venne annunciato, erano già in corso i negoziati per l'assunzione di Richard Kelly come regista, ma egli rifiutò l'offerta per via del basso stipendio propostogli.
Lo studio cinematografico propose l'attrice Hedy Burress nel ruolo di Dorothy Wheeler, ma ella declinò l'offerta in varie occasioni.
Il film è stato prodotto con una spesa preventiva di 10.000.000 $. Il periodo di lavorazione è stato di 42 giorni.

## Colonna sonora
La colonna sonora è stata composta da Don Davis. Sono stati inoltre utilizzati i brani Pushing Me Away (contenuto in Hybrid Theory) dei Linkin Park, God of the Mind dei Disturbed, Love Dump degli Static-X, Superbeast di Rob Zombie, Opticon degli Orgy e alcuni brani (tra i quali è ben distinguibile la canzone "Valentine's Day") contenuti nell'album di Marilyn Manson Holy Wood.

## Distribuzione
Il film è stato distribuito nel circuito cinematografico statunitense il 2 febbraio 2001 e in quello italiano il 4 maggio 2001.